# Агладзе, Рафаэль Ильич
Рафаэль Ильич Агладзе (груз. რაფიელ ილიას ძე აგლაძე, 29 декабря 1911 года, Тифлис — 17 апреля 1989 года) — советский химик, хозяйственный, государственный и политический деятель. Академик АН ГрузССР (с 1946 года).

## Биография
Родился в 1911 году в Тифлисе. Сын известного грузинского публициста и общественного деятеля Ильи Агладзе.
Член ВКП(б).
С 1934 года — на хозяйственной, общественной и политической работе. В 1937—1943 годах — преподаватель в МХТИ имени Д. И. Менделеева, далее до 1971 года в Грузинском политехническом институте, директор Института металлов и горного дела АН Грузинской ССР, директор Института неорганической химии и электрохимии АН Грузинской ССР. В 1947—1951 годах занимал должность вице-президента АН Грузинской ССР, позднее, с 1955 по 1958 годы — академик-секретарь Отделения технических наук АН Грузинской ССР.
В 1938 году под руководством профессора П. М. Лукьянова защитил кандидатскую диссертацию (первую на кафедре ТЭП МХТИ имени Д. И. Менделеева). На основе этой работы уже осенью 1041 года в Зестафони началось строительство цеха по электрохимическому производству марганца для нужд обороны страны.
Избирался депутатом Совета Союза Верховного Совета СССР 2-го и 3-го созывов от Грузинской ССР.

## Память
На доме, где он жил, на площади Марджанишвили в Тбилиси установлена мемориальная доска.

## Избранные труды
- Получение металлического марганца электролизом его солей, «Металлург», 1939, № 9;
- Технология получения металлического марганца электролизом, «Изв. АН СССР. Отделение технических наук», 1942, № 1—2;
- Сплавы марганца с медью, никелем и цинком [Сб. работ], Тбилиси, 1954 (совм. с др.).